# Chinese Middeleeuwen
 Chinese Middeleeuwen is een begrip uit de westerse geschiedschrijving over China in een poging te komen tot een periodisering van de Chinese geschiedenis. Het is de aanduiding voor het tijdvak dat begint met de val van de Han-dynastie (220 n.Chr.). Over het tijdstip waarop de periode eindigde bestaan verschillende meningen. Zo noemt Jacques Gernet in zijn Le Monde chinois het jaar 581. Dat was het begin van de Sui-dynastie, waarmee een einde kwam aan een periode van verdeeldheid. Herbert Franke in zijn Das chinesische Kaiserreich en Wolfram Eberhard in zijn Chinas Geschichte noemen 960, globaal het einde van de Tang-periode. Zeer extreem was Otto Franke, die in zijn Geschichte des chinesischen Reiches de Chinese middeleeuwen liet voortduren tot 1912.
De term werd gebruikt omdat men overeenkomsten zag tussen de val van het Han-rijk en die van het Romeinse Rijk. In beide gevallen kwam er een einde aan de eenheidsstaat en speelden invallende volkeren een grote rol bij de ineenstorting. Voor het Romeinse Rijk was dit de Grote Volksverhuizing, voor China waren het de invallen van de Wu Hu (五胡, de 'vijf volkeren uit het noorden en het westen') met name de Xiongnu en Xianbei en het begin van de Periode van de Zestien Koninkrijken. De vaak gebruikte term barbaren voor 'hu' is eerder een waardeoordeel van latere historici en vormt geen juiste typering van de toenmalige culturele situatie.
In feite is dit begrip een poging de driedeling Oudheid, Middeleeuwen en Nieuwe Tijd die in de 19e eeuw in de Europese geschiedschrijving gangbaar werd, ook toe te passen op de geschiedenis van niet-Europese volkeren. De periode voorafgaand aan de Chinese Middeleeuwen wordt daarom ook wel "Chinese Oudheid" genoemd. Daarentegen wordt de periode na de Chinese Middeleeuwen niet Nieuwe Tijd, maar (Vroeg)moderne periode genoemd. Die term houdt meer rekening met de veranderde economische omstandigheden, die vanaf 750 zichtbaar worden. De driedeling Oudheid-Middeleeuwen-Nieuwe Tijd voor niet-Europese culturen en volkeren wordt tegenwoordig als een vorm van euro-centrische geschiedschrijving, die geen rekening houdt met het eigen karakter van de geschiedenis van die volkeren en culturen. Desondanks wordt de term Chinese Middeleeuwen nog steeds gebruikt.